# Dumontite
La dumontite è un minerale, chimicamente un fosfato idrato di piombo e uranile, appartenente al gruppo della fosfuranilite.

## Etimologia
Così denominato in onore di André Dumont.

## Abito cristallino
Si presenta in cristalli prismatici appiattiti e striati.

## Località di ritrovamento
A Shinkolobwe (Katanga) si presenta associata a parsonsite e metatorbernite.